# Pazurogon pręgoudy
Pazurogon pręgoudy, pazurogon rudopręgi, pazurogon udopręgi (Onychogalea fraenata) – gatunek ssaka z podrodziny kangurów (Macropodinae) w obrębie rodziny kangurowatych (Macropodidae).

## Taksonomia
Gatunek po raz pierwszy zgodnie z zasadami nazewnictwa binominalnego opisał w 1840 roku John Gould nadając mu nazwę Macropus Frenatus. Miejsce typowe to „interior Nowej Południowej Walii”, Australia. Holotyp to skóra i czaszka dorosłego samca (sygnatura BMNH 41.1130) z kolekcji Muzeum Historii Naturalnej w Londynie.
Autorzy Illustrated Checklist of the Mammals of the World uznają ten gatunek za monotypowy.

### Etymologia
- Onychogalea: gr. ονυξ onux, ονυχος onukhos „pazur”; γαλεή galeē lub γαλή galē „łasica”[11].
- frenata: łac. frenatus „okiełznany”, od frenare „okiełznać”, od frena, frenorum „uzda, lejce”, od frenum „wodza, cugiel”, od frendere „zgrzytać zębami”[12].

## Zasięg występowania
Zasięg występowania pazurogona pręgoudego ograniczony jest do Taunton National Park, w pobliżu Dingo, na zachód od Rockhampton, we wschodnio-środkowym Queensland.

## Morfologia
Długość ciała (bez ogona) samic 34,5–61,3 cm, samców 42,3–109 cm, długość ogona samic 32,5–46,5 cm, samców 41,2–57,5 cm; masa ciała samic 1,8–5 kg, samców 2,8–8,3 kg. Pazurogon pręgoudy jest pod względem rozmiarów i wyglądu podobny do pazurogona jedwabistego. Sierść w części grzbietowej ma barwę szarą, a w części brzusznej białawą. Charakterystyczną cechą są biegnące wzdłuż głowy i karku ciemne smugi na sierści. Samica rodzi w miocie zwykle jedno młode. Termin porodu przypada na początku maja.

## Status zagrożenia
W Czerwonej księdze gatunków zagrożonych Międzynarodowej Unii Ochrony Przyrody i Jej Zasobów został zaliczony do kategorii VU (ang. vulnerable ‘narażony’).